# Ary
Ariovalda Eulália Gabriel (Lubango, 10 de agosto de 1986), mais conhecida pelo nome artístico Ary, é uma cantora, compositora, dançarina, coreógrafa e arranjadora vocal angolana nascida e criada em Lubango, isto na província da Huíla. Alcançou a fama depois de ser contratada pelo produtor e cantor angolano Heavy C. Ary é uma cantora muito conhecida por sua versatilidade, detentora de um vasto repertório de hits e inúmeras vezes aclamada por sua qualidade vocal e performance única nos palcos, sendo várias vezes indicada para o prémio “Divas de Angola”. Ary é conhecida pelo seu estilo extravagante (quase que camaleônico), espontâneo e bastante energético. É uma das figuras femininas mais sonantes no music hall angolano e a artista feminina mais popular, sendo bastante acarinhada e ovacionada pelo público, que a nomeou carinhosamente como "Diva do Povo". A cantora e intérprete opta pelos estilos musical Kizomba e Semba, embora tenha grande paixão pelo R&B Soul. 
E atualmente esta num relacionamento com o cantor Yury da Cunha.

## Biografia

### Infância e adolescência
Ary nasceu no Lubango, província da Huíla. Filha de Mário José Gabriel e Laurinda Helena. Aos cinco anos de idade, emigrou para Luanda por onde frequentou o ensino medio no curso de Gestão de Sistemas Informáticos no Instituto Médio Industrial de Luanda (IMIL). Mais tarde ingressou a Ingressou para Universidade Independente de Angola “(UnIA)” para se formar em Ciências da Comunicação.
Ary é a mais velha de seis irmãs. Ary passou a viver em Luanda, no bairro da Maianga, mas teve que mudar várias vezes para outros bairros de Luanda. Ary recorda que quando era criança criava um jacaré em sua casa. Laurinda Helena, mãe da Ary, sempre a apoiou na carreira. O pai inicialmente tinha sido menos entusiasta em relação à opção da filha, mas acabou por apoiá-la.

## Carreira

### Início
Ary começou a dar os primeiros passos na música quando era criança. Usava o rádio de casa para cantar para os seus familiares, imitando músicas de cantoras angolanas e americanas, como a Lauryn Hill, sua maior influência. Na Igreja o seu talento também era notório. Desde então, começou a receber incentivo dos seus familiares e amigos a participar num concurso musical. Já em Luanda, em 2002, Ary foi concorrer para o concurso “Chuvas das Estrelas”, que mais tarde viria chamar-se “Estrelas Ao Palco”, apresentado pelos jornalistas Jorge Antunes e Patrícia Pacheco. Após o teste Ary foi seleccionada como uma das dez concorrentes para fase final. Na terceira fase do concurso Ary foi interpretar a música da sua cantora favorita, Lauryn Hill, de quem é uma grande fã. Após esta actuação Ary foi eliminada, para seu desepero e de toda família. A partir daquela momento triste Ary decidiu abandonar a música.
Mas tudo (re)começou graças a um amigo, que fez questão de apresentar Ary ao produtor e cantor angolano Heavy C. Ary foi submetida a um teste, no qual cantou a mesma música das Estrelas ao Palco. No final, a questão que Heavy C fez, foi: “Onde andavas esse tempo todo?”Ary teve, a certeza que estava em boas mãos e foi a partir desse momento que julgou ter chegado a altura de iniciar uma carreira profissional como cantora.

### Estilo musical
Ary é famosa pelo seu estilo camaleônico e performance única no palco; é um dos nomes mais respeitados no mundo da música angolana. Ary opta por gêneros musicais como kizomba, semba e soul music.
Ary é considerada uma das três vozes femininas mais admiradas de Angola (a par de Yola Araújo e Yola Semedo). É a segunda cantora mais premiada do país, estando apenas atrás de Yola Semedo. Para já, considera-se uma menina prendada e boa dona de casa, “apesar de não saber, nem gostar de engomar, arruma muito bem a casa, lava perfeitamente, cozinha de tudo um pouco. Só não engoma porque não sabe, nem gosta de o fazer”. Passa muito tempo a ver filmes, a ler, a ouvir música e adora brincar com às maquilhagens.

### 2007:Sem Substituições
A venda do primeiro álbum da Ary foi em dezembro de 2007. Foi um sucesso de vendas que se esgotaram logo na primeira fase. Nessa altura a música “Como Te Sentes Tu?”, do álbum, causou polémica. As mulheres adoram esta música, mas quem realmente escreveu a letra foi o músico angolano Anselmo Ralph.
Das músicas gravadas na África do Sul mantiveram-se apenas as faixas “Como Te Sentes Tu?” e “Deixa Respirar”. “Foi necessário mudar as restantes músicas e adequá-las ao estilo que o povo queria ouvir e dançar”. As músicas “Carta de Amor” (a que mais a marcou), “Meu Grande Amor”, “Saint Toys”, “Back the Baby” e “Doce Mel”, foram gravadas em Luanda. Em Paris gravou-se a música “Sexi Baby” com o francês Nicol. “Amar não é Assim” e “Casamento Só Pra Quê” foram gravadas pelo próprio Heavy C, na Holanda.

### 2013:Crescida mas ao Meu Jeito
O segundo álbum da cantora “Crescida mas ao meu jeito” foi lançado no segundo semestre de 2013. Ary colocou este título ao álbum porque não só aumentou a idade, mas também cresceu profissionalmente, tem outra visão sobre a música e sobre a vida. O disco conta com 12 faixas e é um disco 99% acústico. Foi totalmente gravado em Portugal e masterizado em Paris. Tem composições de Kenny Buss, Dr. Eugénio e Heavy C. Heavy C também foi o produtor das suas músicas.

## Discografia

### Álbuns de estúdio
- 2007: Sem Substituições
- 2013: Crescida Mas Ao Meu Jeito
- 2016: 10

## Lista de Prêmios e Indicações
| Ano  | Prêmio                                | Categoria                                         | Indicação                                                  | Resultado |
| ---- | ------------------------------------- | ------------------------------------------------- | ---------------------------------------------------------- | --------- |
| 2008 | Top dos Mais Queridos (RNA)           | Artista Mais Querido em Angola                    | Teu Grande Amor - Ary                                      | Indicada  |
| 2010 | Top dos Mais Queridos (RNA)           | Artista Mais Querido em Angola                    | Vai dar Bum - Ary                                          | Indicada  |
| 2011 | Top dos Mais Queridos (RNA)           | Artista Mais Querido em Angola                    | Pensa Bem - Ary feat. C4 Pedro                             | Indicada  |
| 2013 | Top dos Mais Queridos (RNA)           | Artista Mais Querido em Angola                    | Escangalha - Ary                                           | Indicada  |
| 2013 | Angola Music Awards                   | Melhor Semba                                      | Betinho                                                    | Indicada  |
| 2013 | Angola Music Awards                   | Melhor Kizomba                                    | Escangalha                                                 | Indicada  |
| 2013 | Angola Music Awards                   | Melhor Videoclipe                                 | Betinho                                                    | Indicada  |
| 2013 | Angola Music Awards                   | Melhor Voz Feminina                               | Escangalha                                                 | Venceu    |
| 2013 | Angola Music Awards                   | Melhor Artista ou Banda ao Vivo                   | Ela Mesma                                                  | Indicada  |
| 2013 | Angola Music Awards                   | Música do Ano                                     | Escangalha                                                 | Indicada  |
| 2014 | Top dos Mais Queridos (RNA)           | Artista Mais Querido em Angola                    | Paga que Paga - Ary                                        | Venceu    |
| 2014 | Troféu Moda Luanda 2014               | Melhor Intérprete Feminina                        | Ela Mesma                                                  | Venceu    |
| 2014 | Top Rádio Luanda                      | Voz Feminina do Ano                               | Ela Mesma                                                  | Indicada  |
| 2014 | Top Rádio Luanda                      | Show do Ano                                       | HCTA - Ary                                                 | Venceu    |
| 2014 | Top Rádio Luanda                      | Kizomba do Ano                                    | Paga que Paga - Ary                                        | Indicada  |
| 2014 | Top Rádio Luanda                      | Folclore do Ano                                   | Pelo Menos 50 - DJ Dias Rodrigues, Ary e Titica            | Venceu    |
| 2014 | Top Rádio Luanda                      | Afrohouse do Ano                                  | Mama - DJ Jesus e Ary                                      | Indicada  |
| 2014 | Top Rádio Luanda                      | Videoclipe do Ano                                 | Pelo Menos 50 - DJ Dias Rodrigues, Ary e Titica            | Venceu    |
| 2015 | MTV Africa Music Awards 2015          | Best Lusophone                                    | Ela Mesma                                                  | Venceu    |
| 2015 | Top dos Mais Queridos (RNA)           | Artista Mais Querido em Angola                    | Despedida do Lar - Ary                                     | Indicada  |
| 2016 | Top dos Mais Queridos (RNA)           | Artista Mais Querido em Angola                    | Papá Fugiu - Ary feat. Baló Januário                       | Venceu    |
| 2016 | Troféu Moda Luanda 2016               | Melhor Intérprete Feminina 2015                   | Ela Mesma                                                  | Indicada  |
| 2017 | Troféu Moda Luanda 2016               | Melhor Intérprete Feminina 2016                   | Ela Mesma                                                  | Indicada  |
| 2017 | Top dos Mais Queridos                 | Homenagem às Vozes Femininas                      | Ela Mesma                                                  | Venceu    |
| 2017 | V Angola Music Awards                 | Melhor Álbum do Ano                               | 10                                                         | Indicada  |
| 2017 | V Angola Music Awards                 | Melhor Artista Feminina                           | Ela Mesma                                                  | Indicada  |
| 2017 | V Angola Music Awards                 | Melhor Artista em Palco (by Delta Q)              | Ela Mesma                                                  | Venceu    |
| 2017 | V Angola Music Awards                 | Melhor Kizomba                                    | O Mambo é Meu                                              | Indicada  |
| 2017 | V Angola Music Awards                 | Melhor Música Tradicional                         | Papá Fugiu - Ary feat. Baló Januário                       | Venceu    |
| 2017 | V Angola Music Awards                 | Melhor Semba                                      | Comadre                                                    | Indicada  |
| 2017 | V Angola Music Awards                 | Melhor Videoclipe                                 | Papá Fugiu - Ary feat. Baló Januário                       | Indicada  |
| 2020 | Troféu Moda Luanda 2020               | Melhor Colaboração do Ano 2019                    | Tu e Eu - Ary e Rui Orlando                                | Indicada  |
| 2020 | 2020 African Entertainment Awards USA | Best Palop Female Artist                          | Ela Mesma                                                  | Indicada  |
| 2021 | Troféu Moda Luanda 2021               | Melhor Performance Feminina em Palco ou Live 2020 | Ela Mesma                                                  | Indicada  |
| 2021 | Troféu Moda Luanda 2021               | Melhor Performance Feminina em Palco ou Live 2020 | Divas - Yola Semedo, Ary, Edmázia Mayembe e Patrícia Faria | Venceu    |
| 2021 | Troféu Moda Luanda 2021               | Melhor Vídeo do Ano 2020                          | Bida di Gossi - Ary                                        | Indicada  |